# 豫鸟属
豫鸟属（学名：Yuornis）是反鸟类中已灭绝的一属，生活在晚白垩世的中国河南省。其包含一个模式种：君昌豫鸟（Yuornis junchangi），属名“豫”意为河南，种名则是为了纪念中国地质学家吕君昌。

## 描述
君昌豫鸟的正模标本在白垩纪晚期的反鸟类中属于保存得非常完整的范例。与其它反鸟类物种不同，君昌豫鸟的头骨没有牙齿，与现代鸟类如出一辙。泪骨和眶后骨完全消失，鳞状骨极少，使得眶前孔和颞颥孔与眼眶交会。不过前上颌骨仅占口鼻部下缘的一小部分，而方轭骨则非常大。

## 分类
君昌豫鸟的命名者根据对系统发育学的分析，曾认为豫鸟属应归为戈壁鸟属的姐妹群，但最后经过分析将其单列一属。